# 김직용
김직용(1983년 8월 11일 ~)은 대한민국의 전 종합격투기 선수이자 코치이다. 레슬링으로 체육에 입문 후 이태현(씨름)이 결성한 팀 이지스 소속 이종격투기 선수로 활동한 이력이 있고, 현재는 로드 FC 팬텀급 이정현 선수, 얼티밋 파이팅 챔피언십(UFC) 페더급 이정영 외 주짓수, 레슬링, 종합격투기 코치로 활동중이다.

## 경력
- 1998 제27회 전국소년체육대회 레슬링 남자중학교부 그레코로만형 48kg급 1위
- 2001 제82회 전국체육대회 레슬링 남자고등부 그레코로만형 76kg급 3위
- 2005년 6월 12일 제4회 그랩(GRAP) 전국그래플링선수권대회 -84kg급 우승
- 2005년 8월 14일 제1회 전국주짓수연합대회 -84kg급 노기우승
- 2005년 12월 12일 제2회 전국주짓수연합대회 -84kg급 도복부문 우승
- 2006년 2월 스피릿엠씨 인터리그 -80kg급 토너먼트 1승 무패[3][4]
- 2006년 8월 스피릿엠씨 스페셜매치(대 코리안탑팁 임현규) 무승부
- 2007년 9월 한국브라질리안주짓수연합대회 -86.3kg급 준우승
- 2010년 4월 부천주짓수연합대회 노기 +93.3kg급 우승